# Centralpostkontoret

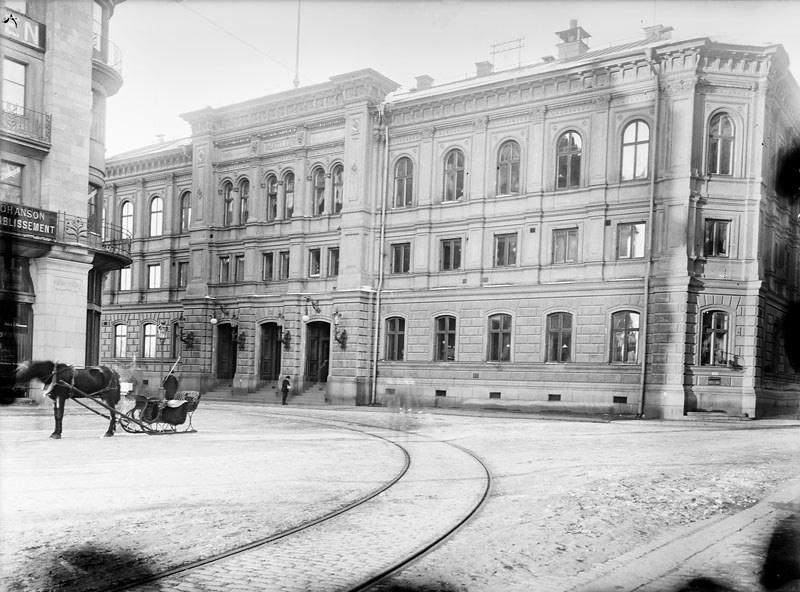
Centralpostkontoret utmed Jacobsgatan mot Rödbodtorget kring sekelskiftet 1900.

Centralpostkontoret var en byggnad i dåvarande kvarteret Sjörån vid Rödbotorget på Jakobsgatan 30 på Norrmalm i Stockholm, vid nuvarande Tegelbacken, uppfört 1871-1875 efter ritningar av Albert Törnqvist.
Generalpoststyrelsen flyttade 1875 sin verksamhet till byggnaden från den tidigare adressen på  Lilla Nygatan 6, och därmed öppnade Stockholms andra postkontor ett stenkast från den nya Centralstationen. Adressen förblev huvudkontor fram till 1903 då det nya Centralposthuset invigdes på Vasagatan. Huset kom senare att disponeras av Arméförvaltningen.
Huset byggdes senare om; bland annat lade man till en våning. Huset revs 1969-1970, i samband med Norrmalmsregleringens omdaning av Tegelbacken.